# ヴァッテンフォール・サイクラシックス2009
ヴァッテンフォール・サイクラシックス2009は、ヴァッテンフォール・サイクラシックスの14回目のレース。2009年8月16日に行われ、注目のヴァズヴェルグ峠で集団が分裂するが、最後は中集団のスプリント勝負となり生き残ったスプリンター有利な展開に。その中展開の読みを成功させたタイラー・ファーラーが初優勝。

## 成績
発着点……ハンブルク 213.7km
| 順位 | 選手名                   | 国籍           | チーム                       | 時間          |
| ---- | ------------------------ | -------------- | ---------------------------- | ------------- |
| 1    | タイラー・ファーラー     | アメリカ合衆国 | ガーミン・スリップストリーム | 5時間30分38秒 |
| 2    | マティ・ブレシェル       | デンマーク     | チーム・サクソバンク         | 同            |
| 3    | ゲラルト・ツィオレック   | ドイツ         | チーム・ミルラム             | 同            |
| 4    | アラン・デイヴィス       | オーストラリア | クイックステップ             | 同            |
| 5    | コルド・フェルナンデス   | スペイン       | エウスカルテル・エウスカディ | 同            |
| 6    | ダヴィデ・ヴィガーノ     | イタリア       | フジ・セルベット             | 同            |
| 7    | ダニエーレ・ベンナーティ | イタリア       | リクイガス                   | 同            |
| 8    | ファビオ・サバティーニ   | イタリア       | リクイガス                   | 同            |
| 9    | マルコ・バンディエラ     | イタリア       | ランプレ＝N.G.C              | 同            |
| 10   | ヤコポ・グアルニエリ     | イタリア       | リクイガス                   | 同            |
| 96   | 別府史之                 | 日本           | スキル・シマノ               | +2分52秒      |

山岳賞
- マティ・ブレシェル（ デンマーク・チーム・サクソバンク） 3ポイント